# Pierre des Essarts
Ne doit pas être confondu avec Pierre des Essarts (mort en 1349).
Pour les articles homonymes, voir Des Essarts.
Pierre des Essarts est grand trésorier de France, responsable des finances sous Charles VI. Il est l'arrière-petit-fils de Pierre des Essarts (mort en 1349), beau-père d'Étienne Marcel.
L'un de ses frères, Philippe des Essarts, est évêque d'Auxerre (1410-1426).

## Biographie
Il doit son élévation à la protection du duc de Bourgogne Jean sans Peur. En 1409, il est prévôt de Paris. C'est lui qui fait arrêter Jean de Montagu, trésorier et maître d'hôtel du roi, en raison de sa proximité avec le parti Armagnac. Les Parisiens lui donnent le titre de « père du peuple » pour avoir assuré les approvisionnements de la capitale au milieu des troubles qui l'agitaient mais il perd la faveur de Jean sans Peur pour une raison inconnue. Il est alors accusé d'avoir dilapidé les finances.
Obligé de fuir, il demeure quelque temps caché dans ses terres. Il cherche à rétablir son crédit en s'attachant au dauphin Louis de Guyenne et s'empare, au nom de ce prince, de la Bastille Saint-Antoine, qui contrôle l'accès à Paris par l'Est. Il y est assiégé et pris par les Bourguignons, qui l'accusent d'avoir voulu livrer Paris aux Armagnacs, dont les troupes s'étaient de nouveau signalées aux alentours.
Poursuivi comme dilapidateur par les Cabochiens, accusé d'avoir voulu enlever le roi, condamné à mort après une parodie de procès, il est décapité le 1er juillet 1413 sur la place des Halles, sa tête mise à une pique, son corps pendu au gibet de Montfaucon. Il est mené sur le lieu de l’application de la sentence par une charrette. Sur celle-ci, il est pris d’un fou-rire nerveux qui marque profondément les esprits des spectateurs.
Marié à Marie de Ruilly, il laisse un fils : Robert des Essarts.

## Titres
Chevalier, conseiller, chambellan du Roi, garde de la Prévôté de Paris.